# Zeta (животное)
Zeta  (лат.) — род тропических одиночных ос (Eumeninae). 4 американских вида.

## Распространение
Южная и Центральная Америка: от Мексики до Аргентины.

## Описание
Обладают длинным стройным стебельком между грудью и брюшком: узкий петиоль. Голени средней пары ног с одной шпорой. Строят глиняные гнезда с шаровидными ячейками диаметром 1—2 см. Осы вида Zeta argillaceum охотятся на гусениц бабочек пядениц и на Тринидаде дают 6 поколений в год. Старые гнезда используют другие осы и муравьи, например рода Crematogaster (Bodkin,
1917).

## Классификация
Родовой статус получили в 1972 году (Giordane Soika, 1972). Типовой вид рода таксон Sphex abdominalis Drury, 1770.
- Zeta abdominalis (Drury, 1770) — Карибские острова (Ямайка, Гаити, Пуэрто-Рико, Виргинские острова и Антигуа)
- Zeta argillaceum (Linnaeus, 1758) — от юга США до Аргентины
- Zeta confusum (Bequaert & Salt, 1931) — Куба
- Zeta menduzanum (Schrottky) — Аргентина